# Morten Gamst Pedersen
Morten Gamst Pedersen (nascut el 8 de setembre de 1981 en Vadsø, Noruega) és un futbolista noruec que actualment juga pel Blackburn Rovers FC en la Premier League anglesa.